# Supernova Ljubljana Rudnik
Supernova Ljubljana Rudnik je nakupovalno središče v Nakupovalnem središču Rudnik. Odprlo se je 20. marca 2008 s 50 lokali na 35.000 m2 površine.
Ima dve nadstropji, 50.000 m2 površine in 131 lokalov ter trgovin. Ponuja blago široke potrošnje. Prodajo pospešuje z glasbeno-zabavnimi dogodki, ki se večinoma odvijajo med vikendi, darilnimi akcijami in predstavitvami delovanja izdelkov. Izdaja svojo revijo SuperStyle, prej imenovano LifeStyle, na naslovnici katere se pojavljajo predstavnice slovenske estrade. Zanjo skrbi oglaševalska agencija Vodik.

## Gradnja
Gradnja je bila vredna 50 milijonov evrov, sofinancirala jo je finančna družba Immorent. Na otvoritvi sta bila prisotna ljubljanski župan Zoran Janković in direktor Supernove Frank Albert.

## Širitev
3. avgusta 2020 so začeli graditi garažno hišo med E.Leclercom in Supernovo, jeseni istega leta pa prizidek Supernove. Slednji je stal 70 milijonov evrov. Garažna hiša je bila dokončana poleti 2021, prizidek pa so odprli 6. aprila 2022. Na otvoritvi slednjega sta bili prisotna tudi direktor Supernove Frank Albert in ljubljanski župan Zoran Janković. Gospodarski minister Zdravko Počivalšek se je oglasil prek video povezave. Nastopili so Klemen Slakonja, Marko Stankovič, ViP Band, Amaya, Lea Sirk in Parov Stelar.

### Kontroverze
Decembra istega leta se je pročalo o tem, da večji del prizidka nima gradbenega dovoljenja. 5. novembra 2022 se je zaradi napake na vodovodnem sistemu vdrl strop, odpadle so suhomontažne mavčne plošče in nekatere dele, med drugim tudi šest trgovin, je zalila voda. Lastnik Supernove je tedaj dejal, da je cev počila v starem delu centra.
Aprila 2022 so se kupci pritožili nad sobotno gnečo 23. aprila v parkirni hiši, zaradi česar so jo lahko zapustili tudi po več kot 1 uri. Ta dogodek je še okrepill dalj časa prisotno nezadovoljstvo kupcev nad slabo delujočim krožiščem in nad dejstvom, da ima parkirna hiša le en uvoz in izvoz.Zato so naredili še en izvoz na strehi Supernove. Zastojev ni več veliko.